# عقد 890 هـ
عقد 890 هـ هو الفترة بين عام 890 إلى 899 في التقويم الهجري، أي العشر سنوات الأخيرة من القرن التاسع الهجري.